# Parti conservateur allemand
Cet article concerne Parti conservateur de l'Empire allemand. Pour le parti du royaume de Prusse, voir Parti conservateur (Royaume de Prusse).

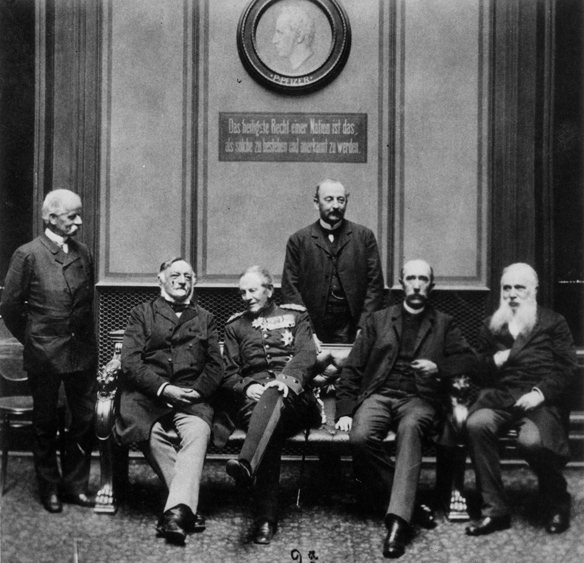
Membres du groupe parlementaire des conservateurs allemand (de gauche à droite) : Rudolph Wichmann, Otto von Seydewitz, Helmuth von Moltke, Graf Konrad von Kleist-Schmenzin, Otto von Helldorff, Karl Gustav Ackermann.

Le Parti conservateur allemand (en allemand : Deutschkonservative Partei) est un parti politique de l'Empire allemand fondé en 1876 et qui disparaît à la fin de la Première Guerre mondiale. Parti composé principalement de Junker, il est partisan de la monarchie et s'oppose au parlementarisme. Principalement implanté en Prusse et en particulier dans ses provinces de l'est, c'est un parti très rural. Cette tendance se renforce en 1893 avec la création de la Fédération des agriculteurs, une puissante fédération avec qui le parti vit une sorte de symbiose. Même s'il représente une forte importante du Reichstag, c'est surtout de sa très forte représentation à la chambre des représentants de Prusse que le parti tire son pouvoir. En 1918, après sa disparition, la plupart de ses membres rejoignent le Deutschnationalen Volkspartei (DNVP).

## Contexte
Le conservatisme prussien émerge au début du XVIIIe siècle et entre dans la modernité avec les thèses de Friedrich Julius Stahl (de) qui accepte la monarchie constitutionnelle et avec elle l'existence d'un parlement. Les conservateurs acceptent le système politique mais tentent d'y préserver la primauté de la monarchie et la domination de la noblesse. Ils sont quasiment tous prussiens et Junker, d'ailleurs le parti conservateur prussien existe depuis 1848.
La politique d'Otto von Bismarck et le conflit constitutionnel prussien scindent les conservateurs. Les partisans de Bismarck, plus modérés, nationalistes et adeptes de la Realpolitik forment parti conservateur libre en 1867. Les membres du parti conservateur prussien, qu'on désigne à partir de ce moment comme les « vieux conservateurs » restent intransigeants, et traditionalistes et refusent de suivre la voie « révolutionnaire » empruntée par le chancelier impérial. Ils se tiennent également à distance du mouvement nationaliste.
En 1872 et 1873, il y a déjà un groupe parlementaire conservateur à la chambre des représentants de Prusse.

## Création
Le parti est fondé le 7 juin 1876 par des membres issus de divers horizons : nobles, grands propriétaires terriens, partisans du gouvernement d'Otto von Bismarck - par exemple Moltke - protestants traditionalistes et chrétiens-sociaux. Les artisans de cette fondation sont Wilhelm von Rauchhaupt (de), Friedrich Wilhelm von Limburg-Styrum et Otto von Helldorff. Ce dernier, propriétaire terrien et député, devient président du nouveau parti. Leur objectif est de faire contrepoids aux libéraux dans la vie politique allemande. Ils défendent particulièrement les intérêts agricoles,.
Il reconnaît la constitution de l'Empire et milite pour la préservation de la monarchie, le renforcement de la religion, contre le centralisme et le parlementarisme, ainsi que la social-démocratie. Il s'oppose également au principe d'égalité entre les citoyens, au droit naturel et à la domination de la raison. Il succède au parti conservateur prussien, qu'on dénomme les « anciens conservateurs », mais à la différence du premier se développe hors du royaume prussien.  Le programme du parti est convenu dans ses moindres détails avec Bismarck,.
La fondation du parti est un succès et la plupart des conservateurs le rejoignent.
Le journal du parti est le Neue Preußische Zeitung, plus couramment appelé Kreuzzeitung, littéralement le journal à la croix. Il fédère le parti.

## Implantation régionale
Le parti est surtout implanté à l'est de l'Elbe c'est-à-dire en Prusse-Orientale, Poméranie, Mecklembourg et dans la province de Saxe. Ainsi en 1887, le parti a 74 mandats au Reichstag, parmi eux 61 (soit 82 %) sont des circonscriptions prussiennes, parmi ces dernières 49 à l'est de l'Elbe. Cette très forte concentration du parti se renforce avec le temps, ainsi en 1912 sur les 43 sièges gagnés 39 sont prussiens. À la chambre des représentants de Prusse, le constat est similaire, en 1913 le parti dispose de 143 mandats, dont 125 proviennent de l'est de l'Elbe. Dans les autres provinces les conservateurs sont soit catholiques et rejoignent le Zentrum, soit anti-prussiens, ils forment alors leur propre formation, par exemple à Hanovre pour les partisans des Welf, soit ils rejoignent le parti national-libéral.
À la chambre des représentants de Prusse, le système électoral des trois classes le favorise et le parti est souvent celui le plus représenté. Dans la chambre des seigneurs de Prusse sa position dominante est encore plus marquée. Cela lui donne une grande influence sur le Bundesrat, la chambre haute de l'Empire, sur le corps des officiers, l'administration et les affaires ecclésiastiques.

## Programme politique
Le parti s'éloigne d'abord clairement de la politique du chancelier impérial et du parti conservateur le soutenant : les conservateurs libres. Par la suite, à partir de 1877, un rapprochement politique a lieu, en particulier en matière douanière. Trois sujets empêchent les conservateurs de s'accorder avec le chancelier : le Kulturkampf, la politique économique libérale et les réformes concernant le statut des Junker.
Le parti a des opinions en partie antisémites, ainsi lors de la campagne électorale pour les élections législatives de 1881 des propos antisémites sont utilisés en nombre.
Pour la politique douanière les conservateurs s'unissent avec les conservateurs libres, le Zentrum et une partie du parti national-libéral.
Après le retrait de la vie politique de Bismarck, le parti conservateur s'oppose à la politique économique libérale du chancelier Leo von Caprivi. Le programme de 1892, nommé programme de Tivoli en référence à la brasserie berlinoise dans laquelle le parti tient ses assemblées générales, influencé par Adolf Stoecker, se dresse contre la « destructrice influence des juifs » et contre la social-démocratie. Stoecker est un orateur exceptionnel, il permet au parti d'étendre son électorat dans l'ouest du pays. Par la suite, le parti est divisé entre les anciens propriétaires terriens constituant la base traditionnelle du parti et l'aile de Stoecker constistuée de bourgeois citadin aux influences plutôt chrétienne-sociale. La création de la Fédération des agriculteurs renforce la première aile. Stoecker quitte finalement le parti en 1896 à cause de ses divergences de point de vue pour former le parti chrétien-social.
L'apparition de la Fédération des agriculteurs en 1893 en réaction à la crise agricole a une grande influence sur le parti. La fédération est fondamentalement anti-gouvernement, très bien structurée et centralisée. Si la fédération ne permet pas au parti de gagner des mandats, elle lui fait s'étendre sa zone d'influence dans le sud et l'ouest. Un effet secondaire de ce rapprochement est que le parti perd de l'influence dans les villes. Le parti est plus que jamais le parti de la ruralité. En 1903, une crise a lieu entre les deux organisations à propos de la politique douanière. Le Bund présente ses propres candidats aux élections, mais sans grand succès.
Le parti conservateur vote en 1898 et en 1899 de manière affirmée pour la construction de la flotte impériale et le renforcement de l'armée. Au sein du parlement prussien il s'oppose à la construction du Mittellandkanal, le long canal devant relier l'Elbe au Rhin, mais leur opposition est vaine.
Sous le gouvernement de Bernhard von Bülow, le parti se rapproche de nouveau du pouvoir exécutif afin de soutenir sa politique protectionniste en matière agricole. Il persiste toutefois à s'opposer à toute réforme libérale dans les domaines de la finance, l'économie et de la politique intérieure. En 1909, le parti participe à la chute du gouvernement von Bülow. Les conservateurs s'oppose à tout processus de centralisation, car ils craignent de perdre leur position dominante acquise grâce à leur domination en Prusse. Ils continuent à soutenir la politique militaire et navale, tout en se montrant quelque peu réticent à la politique coloniale bien qu'ils la soutiennent. Ils se différencient donc de la ligue pangermaniste sur ce sujet.
Le parti est de plus en plus isolé. Il doit se défendre bec et ongle contre les tentatives de réforme du système électoral des trois classes en Prusse que tente de présenter le chancelier Theobald von Bethmann Hollweg.

## Résultats électoraux
| Année        | %    | Sièges   |
| ------------ | ---- | -------- |
| février 1867 |      | 59 / 297 |
| août 1867    |      | 66 / 297 |
| 1871         | 14,1 | 53 / 382 |
| 1874         | 6,9  | 21 / 397 |
| 1877         | 9,7  | 40 / 397 |
| 1878         | 13,0 | 59 / 397 |
| 1881         | 16,3 | 50 / 397 |
| 1884         | 15,2 | 78 / 397 |
| 1887         | 15,2 | 80 / 397 |
| 1890         | 12,1 | 73 / 397 |
| 1893         | 13,5 | 72 / 397 |
| 1898         | 11,1 | 56 / 397 |
| 1903         | 10,0 | 54 / 397 |
| 1907         | 9,4  | 60 / 397 |
| 1912         | 8,5  | 43 / 397 |

Le parti est surtout rural, ainsi en 1898 68 % de leurs électeurs viennent de communes de moins de 2 000 habitants. Cette tendance s'accentue avec le temps.
En pourcentage les conservateurs connaissent une érosion de leur score à partir des années 1890. La population croît fortement à cette période, mais moins dans les terres à l'est de l'Elbe qu'à l'ouest, ce qui désavantage les conservateurs. Le découpage électoral les avantages cependant et la perte en électeur ne se traduit pas par des pertes en nombre de mandats.
Au parlement prussien, en 1882 ils obtiennent 28,2 % des sièges, en 1913 33,4 %. Associé aux conservateurs libres, ils dominent ce parlement.

## Membres
Parmi ses membres le parti compte : Wilhelm von Rauchhaupt (de), Otto von Manteuffel, Ernst von Heydebrand und der Lasa, Kuno von Westarp, Hans Hugo von Kleist-Retzow, Philipp von Nathusius-Ludom (de), Elard von Oldenburg-Januschau, Hans von Kanitz, Heinrich von Salisch (de), Georg Oertel (de) ou Wilhelm Joachim von Hammerstein (de).

### Présidents
- 1876-1892 : Otto von Helldorff
- 1892-1911 : Otto von Manteuffel
- 1912-1918 : Ernst von Heydebrand und der Lasa

## Structure
Le parti est présidé par Helldorf jusqu'en 1890. Il est constitué d'un « conglomérat d'hommes politiques reconnus indépendants » (Volker Stalmann) avec une structure très lâche. À l'est de l'Elbe les militants du parti n'entrent en action qu'en période électorale afin de faire gagner leur candidat. À l'inverse dans les communes plus grandes de l'ouest du pays, les conservateurs sont organisés en association. Une partie de ces dernières, en Bade, Saxe et Bavière, sont liées ou ont fusionné avec les fédérations agricoles locales. Ce n'est qu'à partir de 1902 qu'est crée la Hauptverein der Deutschkonservativen, association principale des conservateurs allemand, une structure supérieure au parti qui s'étend sur l'ensemble de l'Empire allemand. 
Le parti n'est pas dirigé par ses présidents, que par un organe collectif. Il s'agit tout d'abord du directoire du parti, puis à partir de 1889, un comité constitué de 11 députés au parlement de Prusse, de Saxe et au Reichstag. En 1902 ce comité passe à 12 sièges. Il décide de la ligne politique du parti et organise les campagnes électorales.
Des assemblées générales du parti ont lieu en 1876, en 1892 puis à partir de 1912 régulièrement. Les membres du parti ne payent pas de cotisation, ce sont les donations qui le financent, la plupart provenant des propriétaires terriens de l'est du pays : les Junker.

## Presse
Le journal du parti est Die Post (de), qui sert aussi de journal officiel pour le gouvernement de Bismarck. Le parti publie également dans le Der Reichsbote (de), la Konservative Monatsschrift (de) et le Deutsches Adelsblatt.

## Fin
En 1918, la plupart de ses membres rejoignent le Deutschnationalen Volkspartei (DNVP).